# Trio jazz

## Descrizione

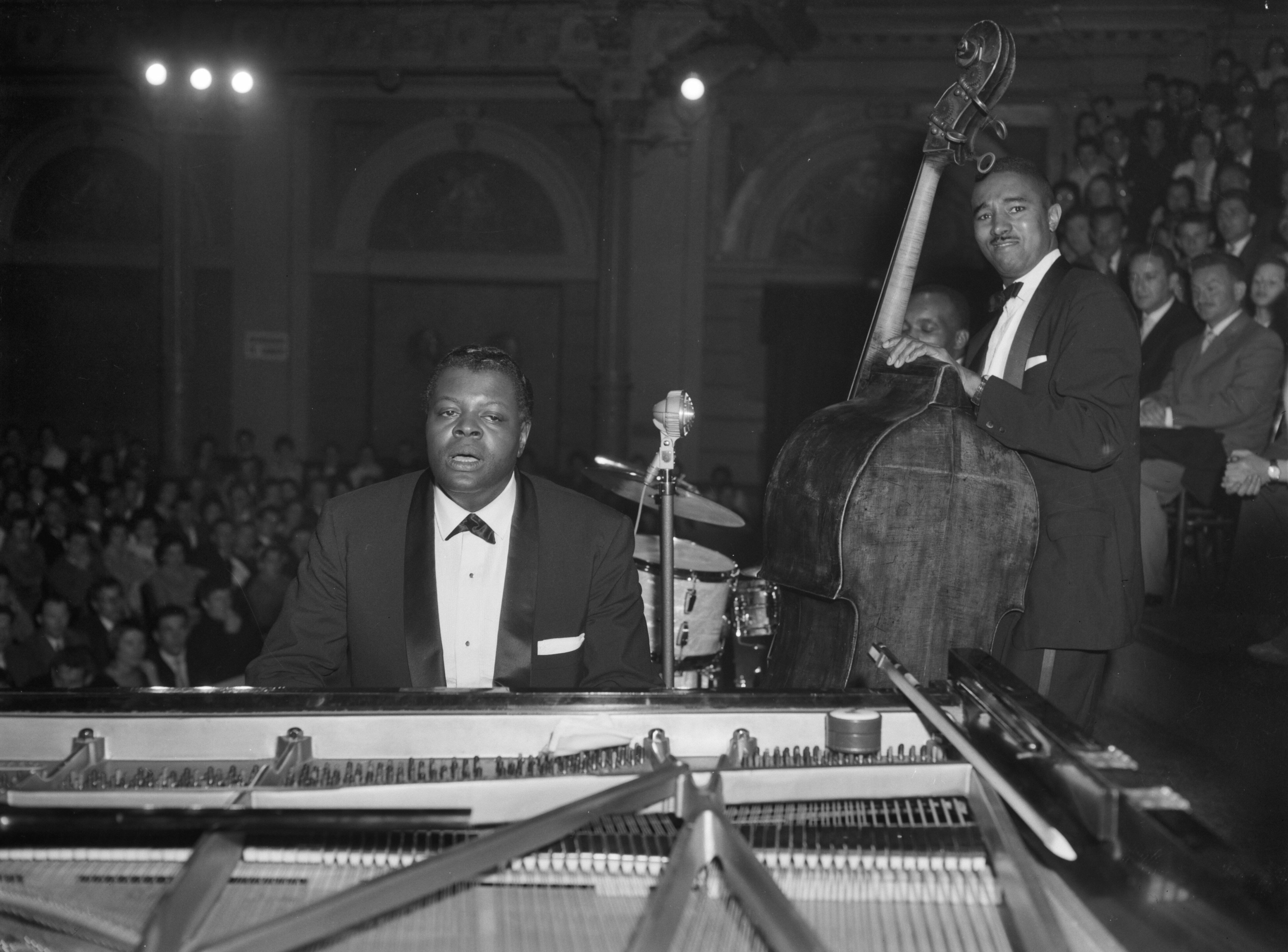
Concerto dell'Oscar Peterson trio per la serie Jazz At The Philharmonic.
Nella foto Peterson e Ray Brown

Il termine trio jazz nella musica jazz generalmente si riferisce a una formazione che comprende pianoforte, contrabbasso e batteria.
Il pianista ne è quasi sempre il leader ed esempi famosi sono il Bill Evans Trio, con Scott LaFaro al contrabbasso e Paul Motian alla batteria; l'Oscar Peterson trio, con Ray Brown al contrabbasso e Mel Lewis alla batteria (che sostituì il chitarrista Barney Kessel),   il Vince Guaraldi trio, con Fred Marshall e Jerry Granelli.
Nat King Cole formò un piano-chitarra-contrabbasso trio nel 1937 quando si trasferì a Los Angeles. Questa formazione era anche usata da Art Tatum, Ahmad Jamal e dai già citati Vince Guaraldi, e Oscar Peterson.

### Non solopiano trio
Un trio jazz può anche essere condotto da leader non pianisti, come quelli dei chitarristi Jim Hall, John Scofield e Joe Pass o del clarinettista Benny Goodman, che vedeva al suo fianco il pianista Teddy Wilson e il batterista Gene Krupa.
Un'altra variante è costituita dall'organ trio, composto dall'organo elettrico, (normalmente l'organo Hammond B-3), la batteria e la chitarra elettrica. Il bassista è escluso e l'organista stesso suona la linea di basso sulla tastiera dello strumento con la mano sinistra o con i piedi sulla pedaliera. Gli organisti Jimmy Smith e Jack McDuff, e i chitarristi Grant Green e Wes Montgomery sono tra i musicisti che hanno lavorato con questa formula.
I trio jazz di rilievo citati rappresentano evidentemente un campione simbolico dei numerosi altri che nei decenni hanno contribuito all'affermazione di queste formazioni.